# Verna Bloom
Pour les articles homonymes, voir Bloom.
Verna Frances Bloom est une actrice américaine née le 7 août 1938 à Lynn dans le Massachusetts et morte le 9 janvier 2019 à Bar Harbor (Maine). 

## Biographie
Verna Bloom fut une actrice très remarquée dans les années 1970 et 1980, jouant par exemple au côté de Clint Eastwood dans L'Homme des hautes plaines en 1973 ou encore dans La Dernière Tentation du Christ en 1988 où elle joue le rôle de Marie, la mère de Jésus.
Dans les années 1990 et 2000, ses apparitions au cinéma se font rares : Verna se limite aux séries télévisées comme À la Maison-Blanche en 2003 ou Docteur Quinn, femme médecin en 1993.

### Famille
Son mari est le scénariste et critique de films Jay Cocks.

## Filmographie
- 1967 : NYPD - Saison 1
- 1969 : Children's Games de Walter Welebit
- 1969 : Bonanza - Saison 10
- 1969 : Medium Cool de Haskell Wexler
- 1971 : L'Homme sans frontière de Peter Fonda
- 1972 : Particular Men de Glenn Jordan
- 1973 : Doc Elliot - Saison 1
- 1973 : L'Homme des Hautes Plaines de Clint Eastwood
- 1973 : Police Connection (Badge 373) de Howard Koch
- 1973 : Police Story - Saisons 1 et 4
- 1975 : Sarah T. – Portrait of a Teenage Alcoholic de Richard Donner
- 1975 : The Blue Knight de J. Lee Thompson
- 1976 : Kojak - Saison 3
- 1977 : Gibbsville - Saison 1
- 1977 : Visions - Saison 2
- 1977 : Lou Grant - Saison 1
- 1978 : Animal House de John Landis
- 1980 : Playing for Time de Daniel Mann
- 1982 : Honkytonk Man de Clint Eastwood
- 1985 : Déjà vu d'Anthony B. Richmond
- 1985 : Natty Gann de Jeremy Kagan
- 1985 : After Hours de Martin Scorsese
- 1985 : Promises to Keep de Noel Black
- 1987 : Cagney et Lacey - Saison 7
- 1988 : La Dernière Tentation du Christ de Martin Scorsese
- 1989 : Equalizer - Saison 4
- 1993 : Docteur Quinn, femme médecin - Saison 1
- 2003 : À la Maison-Blanche - Saison 4